# ون بيس (الموسم 1)
الموسم الأول من سلسلة أنمي ون بيس، الذي تم انتاجه بواسطة توي أنميشن، يقتبس أوَّل 12 مجلدًا من مانغا إييتشيرو أودا وبُثَّ على تلفزيون فوجي من 20 أكتوبر 1999م وحتى 7 مارس 2001م، وبلغ إجمالي حلقاته 61 حلقة.
يبدأ الموسم الأوَّل بظهور البطل مونكي دي لوفي وهو يَجمع طاقمه ويتجه إلى الخطِّ العظيم (Gurando Rain 偉大なる航路) بحثًا عن الكنز الأسطوريّ «ون بيس».
استخدم الموسم أربع شاراتٍ من الموسيقى: افتتاحيتان، وأغنيتي نهاية. عنوان موضوع الافتتاحية الأولى هو «نحن!»، يؤديها هيروشي كيتاداني. والافتتاحية الثانية ابتداءً من الحلقة 48، بعنوان «صدّقوا!» بواسطة فولدر 5. وأغنية النهاية الأولى بعنوان «ذكريات»، يؤديها ماكي أوتسوكي وأدّى أيضًا أغنية النهاية الثانية بعنوان «اركض! اركض! اركض!»، بدءًا من الحلقة 31.
استخدمت 4Kids الموسيقى الأصلية في اقتباسها، في حين اختارت شركة فنميشن الأمريكية للإنتاج التلفزيوني والسينمائي الإصدارات باللغة الإنجليزية من المقطوعات الموسيقية المميزة.

## قائمة الحلقات

### الأزرَقُ الشَّرقـــيّ
| رقم الحلقة | رقم الحلقة                        | عنوان الحلقة                                                                                           | عنوان الحلقة                      | فصول المانغا                                             | تاريخ العرض الأصلي                |
| السلسلة | الموسم                            | باليابانية                                                                                             | بالعربية (دبلجة مركز الزهرة)      | فصول المانغا                                             | تاريخ العرض الأصلي                |
| الأزرَقُ الشَّرقِيّ (東の海 Īsuto Burū) | الأزرَقُ الشَّرقِيّ (東の海 Īsuto Burū) | الأزرَقُ الشَّرقِيّ (東の海 Īsuto Burū)                                                                      | الأزرَقُ الشَّرقِيّ (東の海 Īsuto Burū) | الأزرَقُ الشَّرقِيّ (東の海 Īsuto Burū)                        | الأزرَقُ الشَّرقِيّ (東の海 Īsuto Burū) |
| --- | --------------------------------- | --- | --------------------------------- | -------------------------------------------------------- | --------------------------------- |
| 1 | 1                                 | «أنا لوفي! الرَّجل الذي سيُصبِح ملكَ القراصِنَة!» (俺はルフィ!海賊王になる男だ!)                              | أَنَا لُوفِي! سَأَصِيرُ الزَّعِيمَ!           | 2                                                        | 20 أكتوبر 1999                    |
| لقد جُذب عدد لا يحصى من الأرواح على طول الخطّ العظيم بحثًا عن الكنز الأسطوري الون بيس! مونكي دي لوفي هو قرصان شاب لديه هدف وهو أن يثبت أن الأسطورة صحيحة وأن يصبح ملك القراصنة أجمعين!                                               |                                   | |                                   |                                                          |                                   |
| 2 | 2                                 | «ظهور السياف العظيم! صائد القراصنة رورونوا زورو» (大剣豪現る!海賊狩りロロノア·ゾロ)                    | زورو صائِدُ القَرَاصِنَة                | 3-5                                                      | 17 نوفمبر 1999                    |
| يبحرُ لُوفِي وَزَميلُهُ الجدِيدُ كُوبي لِلبَحثِ عَن سَيّئ السُّمعةِ، صَيَّادُ القَرَاصِنَة زُورُو، والَّذِي يُشاعُ أنَّهُ مَحبوسٌ فِي مَقرّ البَحرِيَّة. |                                   | |                                   |                                                          |                                   |
| 3 | 3                                 | «مورغان ضد لوفي! من تكون الفتاة الجميلة الغامضة؟» (モーガンVSルフィ!謎の美少女は誰?)                   | مَنْ تَكُونُ الْفَتَاة                    | 5–7                                                      | 24 نوفمبر 1999                    |
| لُوفِي تحتَ التَّهديد بعد إنقاذهِ لزورُو، والآن الرَّئِيسُ الطَّاغِيَة مُورغَان يُريدُ رأسَيْهِمَا! علىٰ زُورو أن يُقرّر ما إن كان يُريدُ الانضمَام للُوفي أو أن يَموتَ محبُوسًا.                                                                                    |                                   | |                                   |                                                          |                                   |
| 4 | 4                                 | «ماضي لوفي! وصول صاحب الشعر الأحمر» (ルフィの過去!赤髪のシャンクス登場)                                | قِصَّةٌ مِنَ الْمَاضِي                     | 1، 8                                                     | 8 ديسمبر 1999                     |
| يتذكَّر لُوفي الوقت الذي علَّمه فيهِ صاحب الشَّعرُ الأحمر شانكس درسًا مُهمًّا في الصَّداقة والَّذي دفعه للإبحار ليُصبح مَلِكُ القراصِنَة. |                                   | |                                   |                                                          |                                   |
| 5 | 5                                 | «قوة غامضة ومخيفة! القبطان باغي، القرصان المهرج!» (恐怖!謎の力·海賊道化バギー船長!)                    | مُوَاجَهَةٌ مَعَ الْقُرْصَانِ الْمُهَرِّج          | 8–11                                                     | 15 ديسمبر 1999                    |
| يُصادف لُوفي اللِّصَة الذَّكيَّة الملَّاحةُ نامي، في مُهمَّةٍ لجمعِ مِئَة مليون بيري. إنَّها ملائِمَة تمامًا لطاقم لُوفي الجديد... إلَّا أنَّها تكرهُ القراصِنة.                                                                                                 |                                   | |                                   |                                                          |                                   |
| 6 | 6                                 | «وضع يائس! مروّض الوحوش موجي ضد لوفي!» (絶体絶命!猛獣使いモージvsルフィ!)                               | مُوَاجَهَةُ الْقُرْصَانِ الْغَرِيب             | 11–15                                                    | 29 ديسمبر 1999                    |
| بعد إصابتهم لقراصنة القبطان باغي بضربة مُميتة، يحتاجُ لُوفي ورفيقَيه إلى مكانٍ للرَّاحة، ولكن لم يختبِئ الثَّلاثة لوقتٍ طويل حتَّىٰ ذهبَ مُروِّضُ الوُحوشِ موجي للبحثِ عنهُم.                                                                            |                                   | |                                   |                                                          |                                   |
| 7 | 7                                 | «مواجهة ملحمية! السيّاف زورو ضد البهلوان كاباجي!» (壮絶決闘!剣豪ゾロvs曲芸のカバジ!)                    | مُوَاجَهَةُ الْبَهْلَوَانِ                   | 15–18                                                    | 29 ديسمبر 1999                    |
| أثناءَ القتالِ المُستمر مع قراصنة القُبطانِ باغي، على زورُو مُواجهةُ البَهلوان كاباجي بينما يستمرُّ لُوفي بقتالِ القُرصانِ المُهرّجِ بنفسِه. |                                   | |                                   |                                                          |                                   |
| 8 | 8                                 | «من المنتصر؟ معركة بين مستخدمي قوى الشيطان!» (勝者はどっち?悪魔の実の能力対決!)                        | مُوَاجَهَةٌ قَدِيمَةٌ بَيْنَ قُرْصَانَيْنِ          | 19–21                                                    | 29 ديسمبر 1999                    |
| يهرِبُ لُوفي والرِّفاق بعد معركتِهم مع القُبطانِ باغي! بِمَا أنَّها لا تملِكُ مَكانًا تذهب إليهِ ولا عملًا تُؤدّيه، تُقرّر نامِي أخيرًا الانضمام إلى لوفي في رِحلته!                                                                                       |                                   | |                                   |                                                          |                                   |
| 9 | 9                                 | «كاذب العدالة؟ القبطان أوسوبّ!» (正義のうそつき?キャプテンウソップ)                                     | الغَدْرُ المُبَيَّت                      | 23–25                                                    | 12 يناير 2000                     |
| يصلُ كُلًّا من لُوفي وزُورو ونَامي إلى جزيرة آمِلِينَ أن يحصُلُوا على سفينةٍ وَطعام، ولكن يُقابل الثَّلاثة بسرعة القبطان أُوسوبّ المُتبجّح، والَّذي لديهِ علاقة بماضي لُوفي.                                                                               |                                   | |                                   |                                                          |                                   |
| 10 | 10                                | «أغرب شخص في العالم! المنوّم المغناطيسي جانغو!» (史上最強の変な奴!催眠術師ジャンゴ)                     | المُنَوِّمُ المِغْنَاطِيسِيّ                 | 24–26                                                    | 19 يناير 2000                     |
| يلحقُ لوفي بأُوسوبّ إلى القصر ويقابل القُرصان القُبطان كُورُو الوَحشيّ. يخطّط الوَغدُ لأخذِ ثروةِ كايا ويَعيشُ حياتَهُ بِرَفاهِيَّة. |                                   | |                                   |                                                          |                                   |
| 11 | 11                                | «اكشفوا المخطّط! الخادم القرصان القبطان كورو!» (陰謀を暴け!海賊執事キャプテンクロ)                      | كَشْفُ الْمُؤَامَرَة                      | 26–27                                                    | 26 يناير 2000                     |
| ينشر أُوسوبّ خطّة كُورُو الشّريرة وهُجوم القراصنة الوَشيك. ولكن لا أحد يُصدّق تحذيراته. يقرّر قراصنة قبّعة القشّ مساعدة أوسوبّ لإيقاف المخطّط الخسيس.                                                                                            |                                   | |                                   |                                                          |                                   |
| 12 | 12                                | «اشتباك مع قراصنة القط الأسود! معركة عظيمة عند المنحدر!» (激突!クロネコ海賊団坂道の大攻防!)            | الخُطَّةُ الْمُحْكَمَة                     | 28–30                                                    | 2 فبراير 2000                     |
| يسعى لوفي وطاقمه للتفوق على القائد كورو، ولكنّهم جهزوا دفاعاتهم في الجانب الخطأ من الجزيرة! سيضطر أوسوب البائس لمواجهة قراصنة القط الأسود لوحده الآن.                                                                              |                                   | |                                   |                                                          |                                   |
| 13 | 13                                | «الثنائي المرعب! الأخوان مياوبان ضد زورو!» (恐怖の二人組!ニャーバン兄弟VSゾロ)                         | الثُّنَائِيُّ الْمُرْعِب                    | 30–32                                                    | 9 فبراير 2000                     |
| بمحاولتهم لإنقاذ قرية أوسوبّ، يسعى طاقم قبعة القشّ لسد طريق اللّصوص من البحر. بفقدان لوفي لوعيِه، يضطَّر زُورو لمواجهة الأخوين مياوبان!                                                                                                  |                                   | |                                   |                                                          |                                   |
| 14 | 14                                | «عودة لوفي! مقاومة الآنسة كايا اليائسة!» (ルフィ復活!カヤお嬢様の決死の抵抗)                           | نِهَايَةُ الْمَسْرَحِيَّة                    | 33–34                                                    | 16 فبراير 2000                    |
| تتمكن نامي من استعادة سيفَي زورو المسلوبين وتحاول إيقاظ لوفي. مع هزيمة أحد الأخوين مياباو، فإنّ الآخر يستشيط غضبًا أكثر من ذي قبل!                                                                                                   |                                   | |                                   |                                                          |                                   |
| 15 | 15                                | «اهزم كورو! عزيمة الرجل أوسوبّ الباكية!» (クロを倒せ!男ウソップ涙の決意!)                               | دَمْعَةٌ تَمْتَلِئُ تَصْمِيمًا                 | 35–37                                                    | 23 فبراير 2000                    |
| يهرب أصدقاء أوسوبّ رفقة كايا. ويسرع جانغو لملاحقتهم، ولكنّه يرسل بوتشي للهيجان والقتال. مع استمرار قتال زورو، يتحدى لوفي القائد كورو                                                                                                |                                   | |                                   |                                                          |                                   |
| 16 | 16                                | «احموا كايا! جهود قراصنة أوسوب العظيمة!» (カヤを守れ!ウソップ海賊団大活躍!)                            | حِمَايَةُ الْأَمِيرَة                     | 38–39                                                    | 1 مارس 2000                       |
| يتقاتل لوفي مع كورو على الشاطئ، بينما يفر الأطفال رفقة كايا من جانغو المنوّم المغناطيسي. |                                   | |                                   |                                                          |                                   |
| 17 | 17                                | «انفجار الغضب! كورو ضد لوفي، النتيجة النهائية!» (怒り爆発!クロVSルフィ決着の行方!)                     | الجَوْلَةُ الْحَاسِمَة                    | 39–41                                                    | 8 مارس 2000                       |
| تكافِئ كايا مجهُود قراصنة قبعة القشّ بسفينة كهديّة لهم... غوينغ ميري! |                                   | |                                   |                                                          |                                   |
| 18 | 18                                | «أنت هو المخلوق الغريب! غايمون وأصدقاؤه الغريبين!» (あんたが珍獣!ガイモンと奇妙な仲間)                 | رَجُلُ الصُّنْدُوق                       | 22، 42                                                   | 15 مارس 2000                      |
| يقابل لوفي والطاقم حيوانات غريبة ورجل أغرب منهم يدعى غايمون على جزيرة الكنز الأسطوري. |                                   | |                                   |                                                          |                                   |
| 19 | 19                                | «ماضي أسلوب السّيوف الثّلاثة! عهد زورو وكوينا!» (三刀流の過去!ゾロとくいなの誓い!)                       | حُلْمٌ يَتَحَقَّق                         | 5، 42                                                    | 22 مارس 2000                      |
| في الماضي، كان زورو الصّغير يتبارز دائمًا مع فتاةٍ تُدعى كوينا، لكنّه لم يستطع هزيمتها أبدًا. قطعَا عهدًا بأن يصبح أحدهُمَا السّيّاف الأقوَى في العالم يومًا ما، لكنَّ الحياة كانت تخبّئ مأساة لهما.                                               |                                   | |                                   |                                                          |                                   |
| 20 | 20                                | «طبّاخ مشهور! سانجي من المطعم البحريّ» (名物コック!海上レストランのサンジ)                               | طَبَّاخُنَا الجَدِيد                     | 42–43                                                    | 12 أبريل 2000                     |
| يحتاج طاقم قبّعة القشّ إلى طبّاخ لسفينتهم، لذلك يتّجهون إلى مطعم بحريّ قريب ويلتقون بطبّاخ شغوف اسمه سانجي. |                                   | |                                   |                                                          |                                   |
| 21 | 21                                | «زبون غير مرحّب به! طعام سانجي ودين غين» (招かれざる客!サンジの飯とギンの恩)                            | ضَيْفٌ غَيْرُ مَدْعُوّ                      | 44–45                                                    | 12 أبريل 2000                     |
| يشهد لوفي على قدرات الطّبّاخ سانجي القتاليّة وطبيعته المتعاطفة. وبهذا تجد غوينغ ميري طبّاخها، لكنّه لا ينوي أبدًا الانضمام لهم. |                                   | |                                   |                                                          |                                   |
| 22 | 22                                | «أقوى أسطول قراصنة! الأميرال الدّون كريغ» (最強の海賊艦隊!提督ドン·クリーク)                            | الرُّبَّانُ الْجَائِع                     | 46–47                                                    | 26 أبريل 2000                     |
| يدخل طبّاخو مطعم باراتيي حالة ذعر عند وصول الدّون كريغ. يتوسّل القرصان الجائع ليعطوه بعض الطّعام، لكنّه يلقى رفضهم. لكنّ سانجي يقدّم له الطّعام لأنّه لم يقوى على رؤيته جائعًا.                                                             |                                   | |                                   |                                                          |                                   |
| 23 | 23                                | «حماية باراتيي! القرصان العظيم زيف ذو السّاق الحمراء» (守れバラティエ!大海賊·赫足のゼフ)                | السَّاقُ الْحَمْرَاء                     | 48–49                                                    | 3 مايو 2000                       |
| يتوعّد الدّون كريغ مطعم باراتيي بينما يغادر السّفينة، لكنّ ذلك التّهديد كان باهتًا أمام تهديد أكبر يقترب منهم! |                                   | |                                   |                                                          |                                   |
| 24 | 24                                | «عين الصّقر ميهوك! السّيّاف الّذي دفع زورو للإبحار» (鷹の目のミホーク!剣豪ゾロ海に散る)                    | صَاحِبُ عَيْنَيِّ البُومَة                  | 50–52                                                    | 10 مايو 2000                      |
| سرقت نامي سفينة غوينغ ميري والنّزال حول السّيطرة على باراتيي يتأجّل. لكنّ الحماس لم ينتهِ في تلك المياه لأنّ زورو يتحدّى عين الصّقر ميهوك لنزال.                                                                                          |                                   | |                                   |                                                          |                                   |
| 25 | 25                                | «ظهور تقنيات السّاق المميتة! سانجي ضدّ بيرل المنيع» (必殺足技炸裂!サンジVS鉄壁のパール)                  | رَجُلُ الْحَدِيدِ النَّارِيّ                 | 53–55                                                    | 17 مايو 2000                      |
| بدأت المعركة لحيازة باراتيي، بحيث يقاتل الطّبّاخون بقيادة زيف ضدّ قراصنة كريغ. ينضمّ لوفي والطّاقم للمعركة، لكنّ الأمور لا تسير على خير.                                                                                                |                                   | |                                   |                                                          |                                   |
| 26 | 26                                | «حلم زيف وسانجي، الأزرق الكامل الوهميّ» (ゼフとサンジの夢·幻のオールブルー)                             | الْجُوعُ حَتَّىٰ المَوْت                   | 56–59                                                    | 24 مايو 2000                      |
| يتذكّر سانجي طفولته كطبّاخ تلميذ على متن سفينة تتعرّض لهجوم السّاق الحمراء زيف. وعندما وجد سانجي نفسه في البحر، كان قائد القراصنة المخيف نفسه هو من قفز لإنقاذه.                                                                      |                                   | |                                   |                                                          |                                   |
| 27 | 27                                | «الشّيطان الهادئ والقاسي! غين، قائد قوّات أسطول القراصنة!» (冷徹非情の鬼人·海賊艦隊総隊長ギン)           | الوَحْشُ ذُو القَلْبِ الذَّهَبِيّ             | 59–62                                                    | 31 مايو 2000                      |
| بينما تتواصل معركة باراتيي، يُجبر لوفي على اتّخاذ قرار قاس وجذريّ. ويبدأ غين في التّشكيك بولائه. |                                   | |                                   |                                                          |                                   |
| 28 | 28                                | «لن أموت! معركة حامية بين لوفي وكريغ!» (死なねェよ!激闘ルフィVSクリーク!)                              | الْمَعْرَكَةُ الشَّرِسَة                    | 62–64                                                    | 7 يونيو 2000                      |
| يبدو أنّ الدّون كريغ الشّائن له اليد العليا في نزاله مع لوفي. ولكي يتفادى الرّجل المطّاطي حتفه، يقوم بتجربة استراتيجيّة مختلفة. |                                   | |                                   |                                                          |                                   |
| 29 | 29                                | «ختام معركة مميتة! رمح عزيمة عمياء!» (決闘の決着!腹にくくった1本の槍!)                                 | السِّلَاحُ المَخْفِيّ                     | 65–66                                                    | 21 يونيو 2000                     |
| تنزاح الكفّة لصالح لوفي في قتاله ضدّ الدّون كريغ عندما يركّز قبّعة القش على أسلحة خصمه. |                                   | |                                   |                                                          |                                   |
| 30 | 30                                | «إبحار! ينطلق طبّاخ السّفن مع لوفي» (旅立ち!海のコックはルフィとともに)                                  | الإبحَارُ مِنْ جَدِيد                   | 67–68                                                    | 28 يونيو 2000                     |
| بعد هزيمة الدّون كريغ، يحاول لوفي إقناع سانجي بالانضمام إلى قراصنة قبّعة القشّ. يُبدي الطبّاخ الموهوب اهتمامًا، لكن لديه أمر يحتاج ليثبته قبل أن يواصل رحلته.                                                                           |                                   | |                                   |                                                          |                                   |
| 31 | 31                                | «الرّجل الأسوأ في البحار الشرقيّة! القرصان البرمائيّ آرلونغ!» (東の海最悪の男!魚人海賊アーロン!)          | الرَّجُلُ الْأَكْثَرُ شَرًّا                  | 69–71                                                    | 12 يوليو 2000                     |
| يسمع لوفي عن مدى قوّة البرمائيّين ويزداد حماسه لمقابلتهم بينما يقع زورو في أيدِي البرمائيّ شائن السّمعة ويتفاجأ عندما يكتشف أنّ نامي في الحقيقة...!                                                                                     |                                   | |                                   |                                                          |                                   |
| 32 | 32                                | «ساحرة قرية كوكوياشي! قائدة أرلونغ الأنثى» (ココヤシ村の魔女!アーロンの女幹部)                         | مُشَعْوِذَةُ الْقَرْيَةِ الْمُخَادِعَة            | 70–73                                                    | 19 يوليو 2000                     |
| يقع زورو في يد آرلونغ لكنّ نامي تجد طريقةً لتنقذه من الموت. لاحقًا، يقرّر آرلونغ الذّهاب إلى قرية كوكوياشي حيث كانت تعيش نامي ويُقرّر قتل أحدهم لكنّ أوسوب...!                                                                            |                                   | |                                   |                                                          |                                   |
| 33 | 33                                | «أوسوب ميّت؟! متى سيحطّ لوفي على اليابسة؟» (ウソップ死す!?ルフィ上陸はまだ?)                             | الشَّكُّ وَإِزَالَةُ الشَّكّ                  | 73–75                                                    | 19 يوليو 2000                     |
| يذهب زورو إلى قرية كوكوياشي للبحث عن آرلونغ الّذي رجع إلى منتزهه بعد أن أُلقي القبض على أوسوب. لتقضي نامي على الشّبهات، تقرّر قتل أوسوب بدمٍ بارد...!                                                                                  |                                   | |                                   |                                                          |                                   |
| 34 | 34                                | «اجتمع الجميع! يتحدّث أوسوب عن حقيقة نامي!» (全員集結!ウソップが語るナミの真実)                         | الإِخْبَارُ عَنِ الحَقِيقَة                | 75–77                                                    | 26 يوليو 2000                     |
| يصل لوفي وسانجي إلى الجزيرة الّتي تتواجد فيها نامي ويسمعا أنّها قتلت أوسوب! في نفس الأثناء، تهجم شعبةٌ من البحريّة على منتزه أرلونغ بهدف أخذ النّاجين من قرية غوسا!                                                                    |                                   | |                                   |                                                          |                                   |
| 35 | 35                                | «الماضي المكتوم! المحاربة الأنثى بيلمير!» (秘められた過去!女戦士ベルメール!)                           | المَاضِيّ المَخْفِيّ                     | 77–78                                                    | 2 أغسطس 2000                      |
| تحكي نوجيكو لسانجي وأوسوب عن ماضيها هي ونامي وأمّهما بالتبنّي بيلمير وكيف هاجم قراصنة آرلونغ على قريتهنّ. |                                   | |                                   |                                                          |                                   |
| 36 | 36                                | «انجوا! رابطة الأمّ بيلمير ونامي!» (生き抜け!母ベルメールとナミの絆!)                                   | اُنْجُوا بِحَيَاتِكُمْ                     | 78–80                                                    | 9 أغسطس 2000                      |
| تحكي نوجيكو قصّة اقتحام قراصنة آرلونغ لبسط حكمهم على الجزيرة وكيف ماتت بيلمير دفاعًا عن ابنتيها وكيف انضمّت نامي إلى قراصنة آرلونغ.                                                                                                  |                                   | |                                   |                                                          |                                   |
| 37 | 37                                | «انتفاضة لوفي! عاقبة الوعد المنكوث» (ルフィ立つ!裏切られた約束の結末)                                  | خِيَانَةُ الْوَعْد                       | 80–81                                                    | 16 أغسطس 2000                     |
| تكتشف نامي أنّ أرلونغ كان متواطئًا مع البحريّة وكان يخدعها طوال هذه السّنوات. لاحقًا، يقرّر أهل القرية مواجهة آرلونغ مع علمهم أنّهم سيُقتلون جميعًا... لكن ليس ولوفي موجود!                                                                |                                   | |                                   |                                                          |                                   |
| 38 | 38                                | «لوفي في مأزق! البرمائيّون ضدّ قراصنة لوفي» (ルフィ大ピンチ!魚人VSルフィ海賊団)                          | الْبَرْمَائِيُّونَ فِي مُوَاجَهَةِ قُبَّعَةِ القَشِّ    | 82–83                                                    | 23 أغسطس 2000                     |
| يقتحم لوفي منتزه أرلونغ ويُرسل بأرلونغ في السّماء معلنًا التحدّي. لكن تسري الرّياح بما لا تشتهي السّفن... لوفي في مأزقٍ عويص! |                                   | |                                   |                                                          |                                   |
| 39 | 39                                | «لوفي غريق! زورو ضدّ هاتشان الأخطبوط» (ルフィ水没!ゾロVSタコのはっちゃん)                               | زورو فِي مُوَاجَهَةِ الْأُخْطُبُوط           | 84–86                                                    | 30 أغسطس 2000                     |
| يرمي أرلونغ بلوفي إلى البحر ورجلاه عالقتان في صخرة، بينما يلفظ لوفي آخر أنفاسه... تجري معركة حامية الوطيس بين زورو وهاتشي! |                                   | |                                   |                                                          |                                   |
| 40 | 40                                | «محاربون فخورون! معركتا سانجي وأوسوبّ الحاميتان» (誇り高き戦士!激闘サンジとウソップ)                    | مَعْرَكَةٌ حَاسِمَةٌ يَخُوضُهَا بَطَلَان          | 86–88                                                    | 6 سبتمبر 2000                     |
| يواجه سانجي وقتًا عصيبًا تحت الماء في قتال خصمه البرمائيّ الّذي يقاتل بكلّ أريحيّة في بيأته. إلّا أنّ الظّروف غير المؤاتية لم تكن كفيلةً لإحباط عزيمة طبّاخ قراصنة قبّعة القّشّ. في نفس الأثناء، يكافح أوسوبّ للقضاء على خصمه... بطريقته الخاصّة. |                                   | |                                   |                                                          |                                   |
| 41 | 41                                | «لوفي بأقصّى قوّته! عزيمة نامي وقبّعة القّشّ» (ルフィ全開!ナミの決意と麦わら帽子)                           | الفَتَاةُ وَقُبَّعَةُ الْقَشّ                 | 88–90                                                    | 13 سبتمبر 2000                    |
| تأتي نامي معلنةً الحرب على أرلونغ، لكنّ هذا الأخير يهدّدها بطريقته الخاصّة، إمّا أهل القرية أو أصدقائها. في نفس الأثناء، ينزل سانجي في محاولته لفكّ لوفي. أملهم الأخير للقضاء على البرمائيّ القرش!                                       |                                   | |                                   |                                                          |                                   |
| 42 | 42                                | «انفجار! هجوم البرمائيّ أرلونغ الشّرس من البحر!» (炸裂!魚人アーロン海からの猛攻撃!))                     | اَلْهُجُومُ الْمُرْعِب                     | 90–92                                                    | 27 سبتمبر 2000                    |
| يشتدّ القتال بين لوفي وأرلونغ. يثير استفزاز لوفي سخط القرش الّذي يلجأ لأقوى تقنياته، قبل أن يأخذهما القتال إلى غرفةٍ «ثمينة» |                                   | |                                   |                                                          |                                   |
| 43 | 43                                | «نهاية إمبراطوريّة البرمائيّين! نامي صديقتي!» (魚人帝国の終り!ナミは俺の仲間だ!)                         | نِهَايَةُ البَرْمَائِيِّينَ                  | 93–94                                                    | 27 سبتمبر 2000                    |
| يستشيط لوفي غضبًا بعد أن عرف ما كانت تمرّ به نامي فقرّر أن يهدم غرفتها، لا بل وحديقة آرلونغ فوق رأس آرلونغ! |                                   | |                                   |                                                          |                                   |
| 44 | 44                                | «الإبحار مع ابتسامة! وداعًا يا موطني قرية كوكوياشي» (笑顔の旅立ち!さらば故郷ココヤシ村)                 | وَدَاعًا يَا قَرْيَتِي العَزِيزَة            | 95                                                       | 11 أكتوبر 2000                    |
| يطيح لوفي بأرلونغ مخلّصًا أهل الجزيرة من اضطهاده واستبداده. تبدأ الحفلات وتعود البسمة إلى الجميع وفي الأخير. تقرّر نامي توديع أهالي الجزيرة بطريقتها الخاصّة.                                                                         |                                   | |                                   |                                                          |                                   |
| 45 | 45                                | «مكافأة! يُصبح قبّعة القّشّ لوفي معروفًا لدى العالم» (賞金首!麦わらのルフィ世に知れ渡る)                    | اَلْمُكَافَأَة                          | 96                                                       | 25 أكتوبر 2000                    |
| يشدّ قراصنة قبّعة القّشّ الرّحال مجتمعين لأوّل مرّة. في نفس الوقت، تقرّر البحريّة وضع مكافأة على رأس لوفي ويظهر أوّل من يريد حصدها! |                                   | |                                   |                                                          |                                   |
| 46 | 46                                | «مطاردة قبّعة القّشّ! مغامرة باغي الصّغير الكبيرة» (麦わらを追え!小さなバギーの大冒険)                     | مُطَارَدَةُ قُبَّعَةِ القَشّ                  | صفحات الغلاف (35، 37، 39–40، 42–43، 46–48، 50–51، 53–54) | 1 نوفمبر 2000                     |
| يُحاصر باغي على جزيرة يسكنها مخلوقات غير عاديّة ويلتقي بحارس الجزيرة غايمون. وبهدف القضاء على لوفي، يضع باغي يده في يد امرأة غامضة.                                                                                                 |                                   | |                                   |                                                          |                                   |
| 47 | 47                                | «انتهى الانتظار! عودة القائد باغي» (お待ちかね!ああ復活のバギー船長)                                   | عَوْدَةُ الْقَائِدِ الْمَغْرُور               | صفحات الغلاف (36، 55، 57–60، 62–63، 65–68، 71–75)        | 8 نوفمبر 2000                     |
| يقاتل قراصنة باغي بعضهم من أجل حمل لقب القائد الجديد. وبينما هم مشغولون في قتال بعضهم، تخطّط قبيلة آكلة للحوم البشر بالاستعداد لعشاء مميّز.                                                                                         |                                   | |                                   |                                                          |                                   |
| 48 | 48                                | «مدينة البداية والنّهاية، الوصول إلى لوغتاون» (始まりと終わりの町·ローグタウン上陸)                     | الوُصُولُ إِلَىٰ الْغَايَة                 | 96–98                                                    | 22 نوفمبر 2000                    |
| يصل قراصنة قبّعة القشّ إلى لوغتاون وينطلق كلّ عضو فيهم ليقوم بمهمّة تخصّه. وبينما الطّاقم يتسوّق في البلدة، ينطلق لوفي باحثًا عن مكان معيّن مقدّس.                                                                                          |                                   | |                                   |                                                          |                                   |
| 49 | 49                                | «كيتتسو الثّالث ويوباشيري! سيفا زورو الجديدين والرّقيب الأوّل الفتاة» (三代鬼徹と雪走!ゾロの新刀と女曹長) | السَّيْفَانِ الْجَدِيدَان                  | 97                                                       | 22 نوفمبر 2000                    |
| يلتقي لوفي بالنّقيب سموكر، وعندما يفشل في عدم جلب الأنظار له، يقترب باغي منه أكثر. في مكان آخر، يخاطر زورو ويراهن على موهبته ضدّ لعنة خطيرة.                                                                                        |                                   | |                                   |                                                          |                                   |
| 50 | 50                                | «أوسوبّ ضدّ دادي الأب، مواجهة منتصف النّهار» (ウソップVS子連れのダディ真昼の決闘)                         | مُوَاجَهَةٌ لَمْ تَكُنْ فِي الْحُسْبَان          | حصريّة                                                    | 29 نوفمبر 2000                    |
| يجد أوسوبّ نظّارات واقية للقنّاصين، لكنّها تقوده إلى لقاء مع دادي الأبّ، أعظم حملة المسدّسات على الإطلاق! وها هو الآن قنّاص طاقم قبّعة القشّ يتّجه نحو مواجهة مميتة.                                                                        |                                   | |                                   |                                                          |                                   |
| 51 | 51                                | «معركة طبخ ملتهبة؟ سانجي ضدّ الطّاهية الجميلة» (炎の料理バトル?サンジVS美人シェフ)                       | مُسَابَقَةُ طَبْخٍ مُشْتَعِلَة                 | حصريّة                                                    | 6 ديسمبر 2000                     |
| مسابقة طبخ مع الطّاهية المتّقدة كارمِن تعيد إشعال فتيل أحلام سانجي بالعثور على الأزرق الكامل. |                                   | |                                   |                                                          |                                   |
| 52 | 52                                | «انتقام باغي! الرّجل الّذي ابتسم على منصّة الإعدام!» (バギーのリベンジ!処刑台で笑う男!)                   | صَدِيقُكُمْ فِي خَطَر                     | 98–100                                                   | 13 ديسمبر 2000                    |
| يحاصر باغي وحليفته الغامضة لوفي على نفس المنصّة الّتي أُعدم عليها غولد روجر. سيتمّ إعدامه بسبب الجرائم الّتي اقترفها في حقّ باغي، لكنّ زورو وسانجي يحاولان القيام بعمليّة إنقاذ جريئة.                                                    |                                   | |                                   |                                                          |                                   |
| 53 | 53                                | «بدأت الأسطورة! لنتّجه نحو الغراند لاين» (伝説は始まった!目指せ偉大なる航路)                            | مَعًا إِلَىٰ الحَدِّ الْكَبِير               | 100                                                      | 10 يناير 2001                     |
| بينما تضرب عاصفة بلدة لوغتاون، يحاصر كلّ من باغي وألفيدا والنّقيب سموكر لوفي أكثر من أجل نزال أخير! |                                   | |                                   |                                                          |                                   |
| 54 | 54                                | «نذير مغامرة جديدة! أبيس، الفتاة الغامضة!» (新たなる冒険の予感!謎の少女アピス)                         | الضَّيْفَةُ الْغَامِضَة                    | حصريّة                                                    | 17 يناير 2001                     |
| يلتقط لوفي فتاةً صغيرة يجرفها البحر على قارب نجاة صغير يعرفل رحلة لوفي وطاقمه إلى الغراند لاين. |                                   | |                                   |                                                          |                                   |
| 55 | 55                                | «المخلوق الإعجازي! سرّ أبيس والجزيرة الأسطوريّة» (奇跡の生物!アピスの秘密と伝説の島)                     | حَقِيقَةُ أَبِسْ وَالْجَزِيرَةُ الْمَفْقُودَة       | حصريّة                                                    | 24 يناير 2001                     |
| بعد هروبهم من قوّات البحريّة، يجد طاقم قبعة القش أنفسهم في مكان لا يقل خطرًا مما هربوا منه... الحزام الهادئ! |                                   | |                                   |                                                          |                                   |
| 56 | 56                                | «هجوم إيريك! الهروب العظيم من جزيرة السفينة الحربيّة!» (エリック出撃!軍艦島からの大脱出!)               | الْهُرُوبُ مِنَ الهُجُومِ الْكَاسِح           | حصريّة                                                    | 31 يناير 2001                     |
| يسعى طاقم قبعة القشّ إلى إعادة تنين أبيس إلى موطنه، لكن البحريّة عطّلوهم. يبدو أنّه الوقت المناسب لهروبٍ جريءٍ آخر! |                                   | |                                   |                                                          |                                   |
| 57 | 57                                | «جزيرة منعزلة في البحر البعيد! الجزيرة المفقودة الأسطوريّة» (絶海の孤島!伝説のロストアイランド)         | الْجَزِيرَةُ الْمَفْقُودَة                  | حصريّة                                                    | 7 فبراير 2001                     |
| محاولة البحث عن جزيرة التّنين المفقودَة كإبرةٍ في كومة قشّ، يصعب الأمر حتّى على نامي. |                                   | |                                   |                                                          |                                   |
| 58 | 58                                | «معركة عند الآثار! زورو المتوتر ضد إيريك» (廃虚の決闘!緊迫のゾロVSエリック)                            | مُوَاجَهَةٌ قَاسِيَةٌ فَوْقَ الْجَزِيرَة          | حصريّة                                                    | 21 فبراير 2001                    |
| تكتشف نامي خريطة لمكان وكر التنانين الحقيقي. ويواجه زورو إيريك الزوبعة. |                                   | |                                   |                                                          |                                   |
| 59 | 59                                | «لوفي محاصر بالكامل! خطة العميد نيلسون السريّة» (ルフィ完全包囲!提督ネルソンの秘策)                     | خُطَّةُ لوفي الذَّكِيَّة                   | حصريّة                                                    | 21 فبراير 2001                    |
| يواجه قراصنة قبعة القش العميد نيلسون وأسطوله البحري. بينما يتفادى كلًّا من لوفي وزورو وسانجي القذائف، يستعد إيريك الإعصار لهجوم مباغت.                                                                                              |                                   | |                                   |                                                          |                                   |
| 60 | 60                                | «تحلّق في السماء الزرقاء! أسطورة الألف سنة تعود للحياة» (大空を舞うもの!甦る千年の伝説)                 | سِرْبُ التَّنَانِين                      | حصريّة                                                    | 28 فبراير 2001                    |
| مع استمرار مهمة الإنقاذ فوق الماء، يتلقى قراصنة قبعة القش مساعدة مفاجئة! |                                   | |                                   |                                                          |                                   |
| 61 | 61                                | «مواجهة غاضبة! اجتازوا الريد لاين!» (怒りの決着!赤い大陸を乗り越えろ!)                                 | حَسْمُ النِّزَاعِ بِالْغَضَب                 | 101                                                      | 7 مارس 2001                       |
| بعد كشف أسرار وكر التنانين، يتقاتل لوفي مع إيريك الإعصار ليتأكد من استمرار أمن الجزيرة. |                                   | |                                   |                                                          |                                   |

## إصدارات الأقراص

#### اليابانية
| المجلد                           | المجلد               | المجلد   | الحلقات        | تاريخ الصدور   | م.     |
| -------------------------------- | -------------------- | -------- | -------------- | -------------- | ------ |
|                                  | ONE PIECE ワンピース | piece.01 | 1–4            | 21 فبراير 2001 | [ 57 ] |
| piece.02                         | ONE PIECE ワンピース | 5–8      | 21 فبراير 2001 | [ 58 ]         |        |
| piece.03                         | ONE PIECE ワンピース | 9–12     | 22 مارس 2001   | [ 59 ]         |        |
| piece.04                         | ONE PIECE ワンピース | 13–16    | 18 أبريل 2001  | [ 60 ]         |        |
| piece.05                         | ONE PIECE ワンピース | 17–20    | 23 مايو 2001   | [ 61 ]         |        |
| piece.06                         | ONE PIECE ワンピース | 21–24    | 20 يونيو 2001  | [ 62 ]         |        |
| piece.07                         | ONE PIECE ワンピース | 25–28    | 18 يوليو 2001  | [ 63 ]         |        |
| piece.08                         | ONE PIECE ワンピース | 29–32    | 22 أغسطس 2001  | [ 64 ]         |        |
| piece.09                         | ONE PIECE ワンピース | 33–36    | 19 سبتمبر 2001 | [ 65 ]         |        |
| piece.10                         | ONE PIECE ワンピース | 37–40    | 24 أكتوبر 2001 | [ 66 ]         |        |
| piece.11                         | ONE PIECE ワンピース | 41–44    | 21 نوفمبر 2001 | [ 67 ]         |        |
| piece.12                         | ONE PIECE ワンピース | 45–48    | 19 ديسمبر 2001 | [ 68 ]         |        |
| piece.13                         | ONE PIECE ワンピース | 49–52    | 17 يناير 2002  | [ 69 ]         |        |
| piece.14                         | ONE PIECE ワンピース | 53–56    | 14 فبراير 2002 | [ 70 ]         |        |
| piece.15                         | ONE PIECE ワンピース | 57–61    | 20 مارس 2002   | [ 71 ]         |        |
| 2ndシーズン グランドライン突入篇 | piece.01             | 62–64    | 3 إبريل 2002   | [ 72 ]         |        |
| ONE PIECE Log Collection         | «الأزرق الشرقي»      | 1–17     | 23 يوليو 2010  | [ 73 ]         |        |
| ONE PIECE Log Collection         | «سانجي»              | 18–30    | 23 يوليو 2010  | [ 74 ]         |        |
| ONE PIECE Log Collection         | «نامي»               | 31–44    | 27 أغسطس 2010  | [ 75 ]         |        |
| ONE PIECE Log Collection         | «لوغ تاون»           | 45–61    | 27 أغسطس 2010  | [ 76 ]         |        |
| ONE PIECE Log Collection         | «غراند لاين»         | 62–77    | 22 ديسمبر 2010 | [ 77 ]         |        |

## الملاحظات
1. ↑  ترجمة عناوين الحلقات وملخصات الحلقات وفق منصَّة كرانشي رول.
2. ↑  البيري (ベリー Berī؟) هي العملة الرَّئيسة في عالَمِ وَن بيس وهي تساوي الينّ اليابانيّ.
3. ↑  الحزام الهادئ (凪の帯 Kāmu Beruto؟) هو منطقتين بحريّة تحدّان الخطّ العظيم من الشّمال والجنوب، ويتميّز بأنه هادئ حرفيًا، ولا تهب فيه الرياح ولا يتأثر بالتيارات المحيطية وهو كذلك موطن لأكبر ملوك البحار في العام.